# Arnold Hufenus

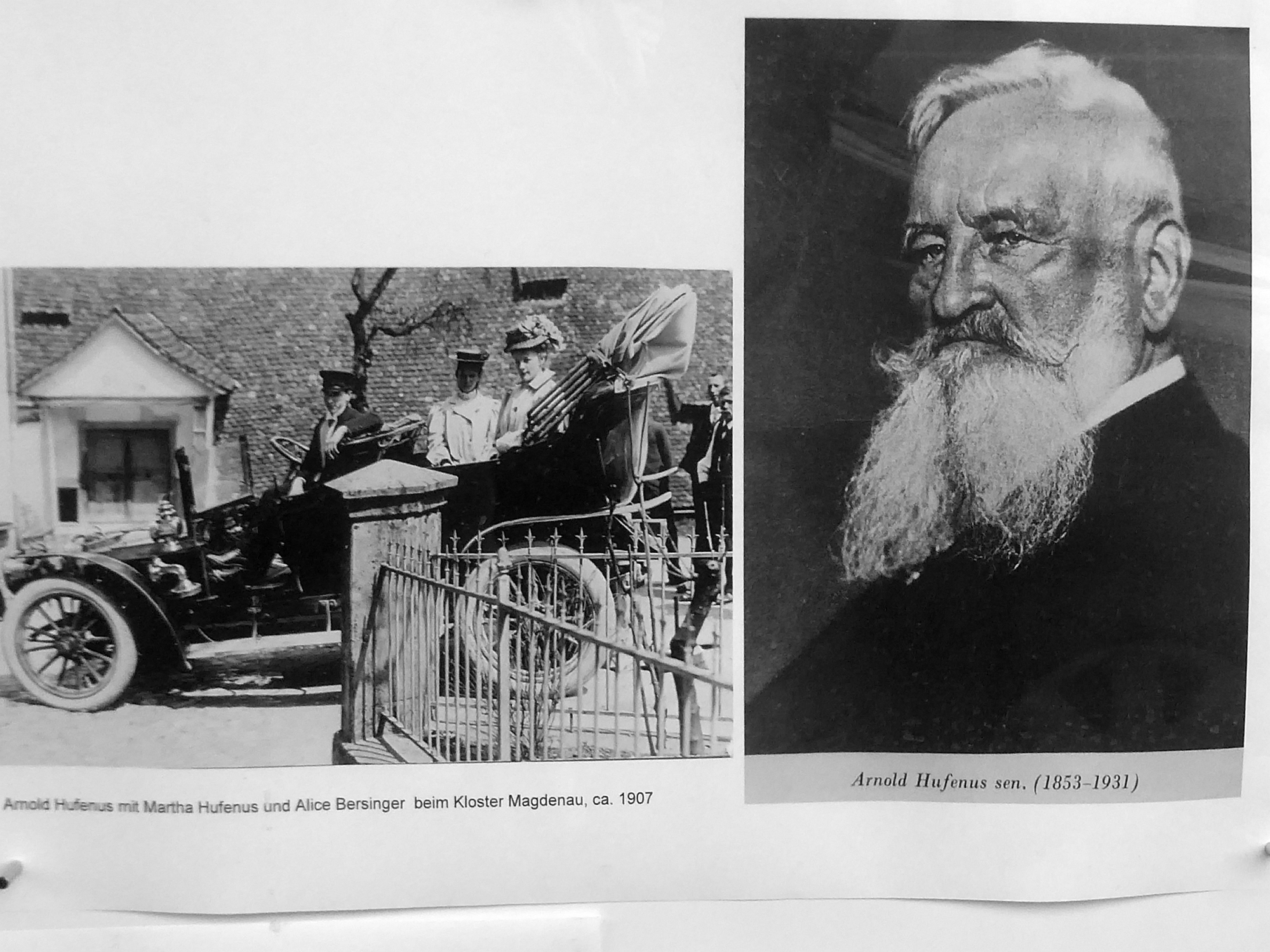
Arnold Hufenus (1853–1931) Stickerei-Unternehmer, Degersheim

Arnold Hufenus (* 24. Dezember 1853 in Degersheim; † 1. August 1931 in St. Gallen, katholisch, heimatberechtigt in Degersheim) war ein Schweizer Textilunternehmer.

## Leben und Werk
Arnold Hufenus kam am 24. Dezember 1853 in Degersheim als Sohn des Küfermeisters Jakob Anton Hufenus zur Welt. Er erhielt zunächst eine Ausbildung zum Stickereizeichner an der Zeichnungsschule St. Gallen. Anschliessend war er als Dessinateur bei Reich Frères in Paris und Johann Jakob Nef in St. Gallen beschäftigt. Im Jahr 1878 gründete Hufenus die Firma Grauer & Hufenus in Degersheim. 1884 trennte er sich vom Mitinhaber Isidor Grauer.
Ab dem Jahr 1885 liess Arnold Hufenus sein eigenes Unternehmen, die spätere A. Hufenus & Co., in St. Gallen aufbauen, das während der Hochkonjunktur bis 1914 eine führende Position in Fabrikation und Export hochwertiger Stickereien einnahm. Daneben legte Hufenus eine bedeutende Sammlung an Spitzen und Stickereien an. Später führten seine Söhne Arnold (1882–1956) und ein jüngerer Sohn die Firma weiter, die 1959 von der Bischoff Textil AG mitsamt der Sammlung Hufenus gekauft wurde.

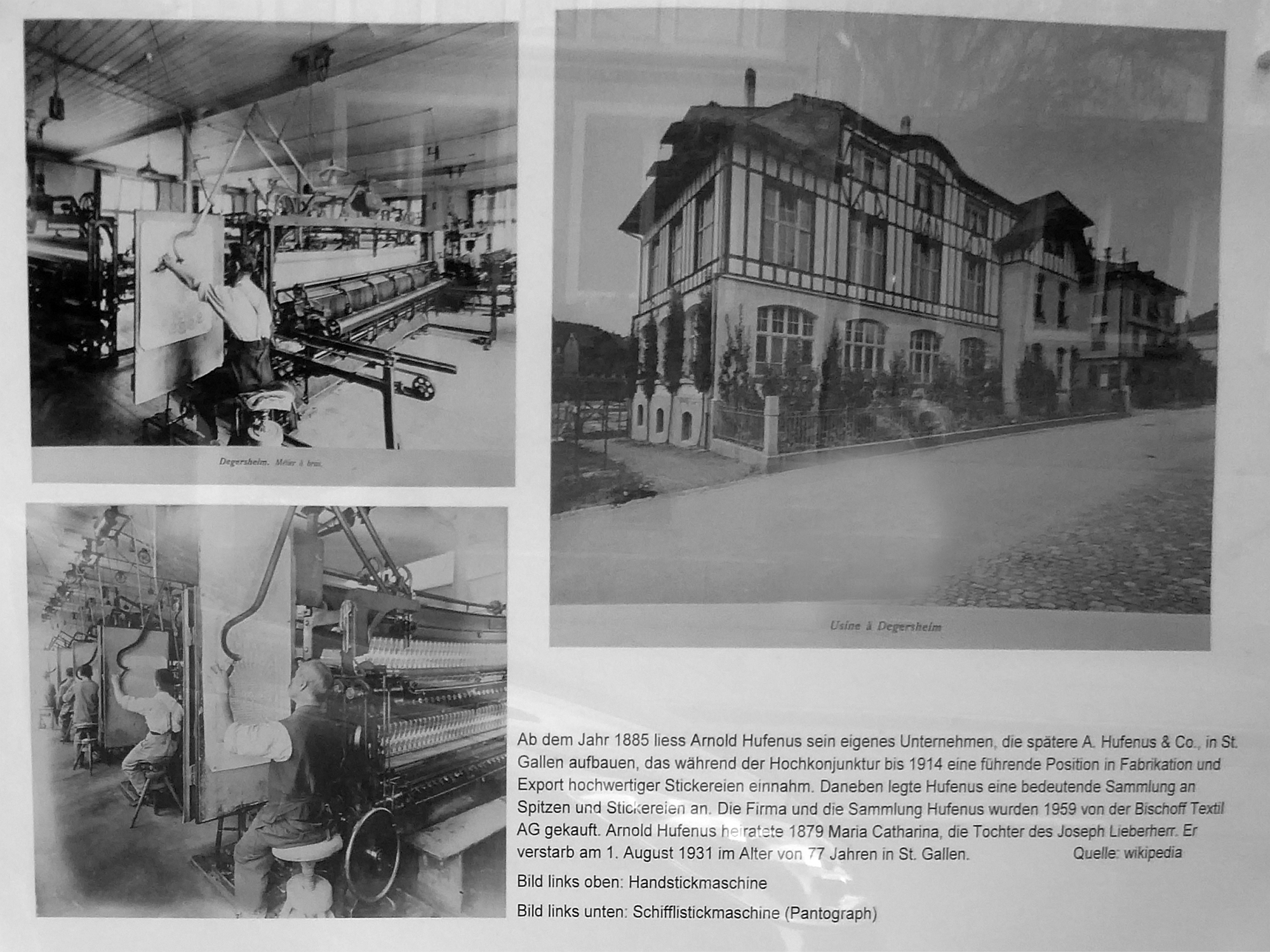
Arnold Hufenus (1853–1931) Stickerei-Unternehmer, Degersheim

Arnold Hufenus heiratete 1879 Maria Catharina, die Tochter des Joseph Lieberher. Er verstarb am 1. August 1931 im Alter von 77 Jahren in St. Gallen.